# S 빔
S 빔(S Beam)은 삼성전자의 스마트폰에 탑재되는 기기간 근거리 무선 데이터 공유 기술이다.

## 원리 및 기능
NFC를 이용하여 기기를 연결시키고, 와이파이 다이렉트를 통하여 고속으로 데이터를 공유하는 기술이다.

## 같이 보기
- NFC
- 와이파이 다이렉트
- 안드로이드 빔